# Alfredo Messina
Alfredo Messina (Colleferro, 8 settembre 1935 – 11 agosto 2025) è stato un politico italiano, vicepresidente di Mediolanum nonché commissario straordinario e tesoriere di Forza Italia.

## Biografia
Nato a Colleferro, viveva a Roma. 

### Carriera manageriale
Dopo qualche esperienza presso società minori, nel 1967 diventa assistente amministrativo della fabbrica di Pozzuoli (Napoli), appartenente al gruppo "Iing.C.OLIVETTI & C., S.p.A". con sede ad Ivrea (Torino) con il patrocinio di Carlo Lombardo, suo tutore professionale, per poi passare ad Alitalia come direttore centrale di Gruppo per l'amministrazione, la finanza e il controllo, alle dipendenze di Luciano Sartoretti, amministratore delegato dell'Alitalia.ed ex Controller della Olivetti di Pozzuoli. Dal 1989 si dedica principalmente alla politica, e diventa Direttore Centrale Pianificazione e Controllo dell'IRI con Romano Prodi che l'anno seguente lo consiglia a Silvio Berlusconi. Diventa così Direttore Generale di Fininvest e poi tra febbraio e luglio 1996 è anche Amministratore Delegato.
Dal 1995 è il vicepresidente vicario del gruppo Mediolanum ed è consigliere di Mediaset fino al 2015 quando entra nel CdA di Mondadori. È inoltre membro del Consiglio di Amministrazione di Molmed SpA, società di biotecnologie partecipata da Fininvest.

## Attività politica

### Elezione a senatore
Alle elezioni politiche del 2008 viene candidato al Senato della Repubblica, tra le liste del Popolo della Libertà (PdL; lista elettorale che univa principalmente Forza Italia e Alleanza Nazionale) nella circoscrizione Lombardia, venendo eletto senatore. Nella XVI legislatura della Repubblica è stato componente della 10ª Commissione Industria, commercio, turismo e della Commissione straordinaria per il controllo dei prezzi.

### Rielezione al Senato
Alle elezioni politiche del 2013 viene ricandidato al Senato, tra le liste del PdL nella medesima circoscrizione, venendo rieletto a Palazzo Madama. Nel corso della XVII legislatura ha fatto parte della 10ª Commissione Industria, commercio, turismo, della 4ª Commissione Difesa e della 7ª Commissione Istruzione pubblica, beni culturali, oltreché membro sostituto del Comitato parlamentare per i procedimenti di accusa.
Nel 2015, con 1,6 milioni di euro di reddito dichiarato, risultava tra i più ricchi a Palazzo Madama.

### Tesoriere di Forza Italia
Il 16 novembre 2013, con la sospensione delle attività del PdL, aderisce alla rinascita di Forza Italia, di cui il 29 giugno 2016 viene nominato tesoriere del partito, sostituendo Mariarosaria Rossi, con la riorganizzazione voluta dal consiglio di famiglia di Silvio Berlusconi (i figli Marina, Pier Silvio, Barbara, Eleonora e Luigi, Gianni Letta, Fedele Confalonieri e Niccolò Ghedini) dopo il suo intervento al cuore.
Alle elezioni politiche del 2018 viene nuovamente eletto senatore per la XVIII, nella quale risulta il più anziano parlamentare eletto (con esclusione pertanto dei senatori a vita), nelle liste di Forza Italia in Lombardia.
Nel dicembre 2019 è tra i 64 firmatari (di cui 41 di Forza Italia) per il referendum confermativo sulla riduzione del numero di parlamentari: pochi mesi prima i senatori berlusconiani avevano disertato l'aula in occasione della votazione sulla riforma costituzionale.
Non è ricandidato alle elezioni politiche del 2022.